# ویتور ریس (بازیکن فوتبال، زاده ۲۰۰۶)
ویتور ریس (انگلیسی: Vitor Reis؛ زادهٔ ۱۲ ژانویهٔ ۲۰۰۶) بازیکن فوتبال اهل برزیل است که برای باشگاه منچسترسیتی بازی می کند.

## دوران ملی
وی همچنین در تیم‌های ملی فوتبال زیر ۱۶ سال برزیل و زیر ۱۷ سال برزیل بازی کرده است.